# بیرلان ۱۰۰۳۴
سیارک ۱۰۰۳۴ (به انگلیسی: 10034 Birlan، نامگذاری:1981YG) ده هزار و سی و چهارمین سیارک کشف شده‌است که در ۳۰ دسامبر ۱۹۸۱ کشف شد.
قدر مطلق سیارک برابر ۱۳٫۴۰ است.